# Antidisturbios
Antidisturbios és una sèrie espanyola de televisió de pagament, de drama policíac i thriller, creada i coescrita per Isabel Peña i Rodrigo Sorogoyen per a Movistar+. Es va preestrenar de manera completa al Festival de Sant Sebastià i després es va estrenar de manera pública el 16 d'octubre de 2020.
El juny de 2020 s'anunciava que no hi hauria segona temporada dedicada l'Operació Copèrnic i al referèndum de l'1 d'octubre.

## Trama
Quan l'intent de sis agents (Raúl Arévalo, Álex García, Hovik Keuchkerian, Roberto Álamo, Raúl Prieto i Patrick Criado) de la policia antidisturbis d'executar un desnonament en el centre de Madrid es complica i resulta en la mort d'un home, un equip de Assumptes Interns és assignat a la recerca de la tragèdia. Enfrontats a una acusació d'homicidi imprudent els sis agents busquen pel seu compte una sortida que acaba separant-los i complicant encara més la seva situació. Laia (Vicky Luengo), una de les agents d'Assumptes Interns, s'obsessiona amb el cas i acaba descobrint que, després d'aquest desnonament malmès, hi ha molt més.

## Repartiment

### Repartiment principal
- Vicky Luengo - Laia Urquijo
- Raúl Arévalo - Diego López Rodero
- Álex García - Alexánder Parra Rosales
- Hovik Keuchkerian - Salvador Osorio
- Roberto Álamo - José Antonio Úbeda
- Raúl Prieto - Elías Bermejo
- Patrick Criado - Rubén Murillo

### Repartiment secundari
- Tomás del Estal - Moreno
- Marta Poveda - Marian
- David Lorente - Rosales
- Nico Romero - Aitor Miranda
- Iria del Río - Nuria
- Mónica López - Diana
- Alfonso Bassave - Serna
- Chema Tena - Ruiz
- Thimbo Samb - Yemi

### Repartiment recurrent
- Nacho Fresneda - Casals
- Joana Romero
- Blanca Apilánez -
- María Tasende - Mujer Diego López
- Pepa Zaragoza - Veïna mòbil
- Juana Dolores Romero - Portaveu de la plataforma antidesnonaments

## Episodis
| Núm. | Títol     | Direcció                        | Guió                                                | Data d'emissió original |
| ---- | --------- | ------------------------------- | --------------------------------------------------- | ----------------------- |
| 1    | «Osorio»  | Rodrigo Sorogoyen               | Isabel Peña, Rodrigo Sorogoyen i Eduardo Villanueva | 6 d'octubre de 2020     |
| 2    | «López»   | Rodrigo Sorogoyen               | Isabel Peña, Rodrigo Sorogoyen i Eduardo Villanueva | 6 d'octubre de 2020     |
| 3    | «Revilla» | Rodrigo Sorogoyen y Borja Soler | Isabel Peña, Rodrigo Sorogoyen i Eduardo Villanueva | 6 d'octubre de 2020     |
| 4    | «Úbeda»   | Rodrigo Sorogoyen y Borja Soler | Isabel Peña, Rodrigo Sorogoyen i Eduardo Villanueva | 6 d'octubre de 2020     |
| 5    | «Parra»   | Rodrigo Sorogoyen               | Isabel Peña, Rodrigo Sorogoyen i Eduardo Villanueva | 6 d'octubre de 2020     |
| 6    | «Urquijo» | Rodrigo Sorogoyen               | Isabel Peña, Rodrigo Sorogoyen i Eduardo Villanueva | 6 d'octubre de 2020     |

## Producció

### Origen
La sèrie va ser creada per Isabel Peña i Rodrigo Sorogoyen, que van escriure junts totes les pel·lícules dirigides per aquest últim. La idea va néixer a partir d'una idea vella per a Javier Alfaro, un personatge de la pel·lícula de Sorogoyen Que Dios nos perdone, qui originalment anava a ser un agent d'antidisturbis abans d'acabar sent inspector de policia en la versió final de la pel·lícula. Segons Sorogoyen, sempre li havia fascinat la figura de l'agent antidisturbis a Espanya, i va crear la sèrie amb la finalitat de donar resposta a les seves múltiples preguntes sobre aquest ofici.

### Producció i desenvolupament
El 13 de maig de 2019, Movistar+ va anunciar que Sorogoyen estava desenvolupant per a la plataforma una sèrie de thriller sobre la policia antidisturbis a Espanya, de 6 capítols de 50 minuts, la qual seria produïda per The Lab Cinema i Caballo Films. La sèrie va ser escrita per Peña i Sorogoyen al costat d'Eduardo Villanueva, i dirigida per Sorogoyen al costat de Borja Soler. El rodatge va començar en Madrid el 2 de setembre de 2019 i es va estendre fins a finals de 2019; les primeres imatges del rodatge es van llançar cap al final del rodatge, a la fi de desembre de 2019.
El 28 d'agost de 2020, el repartiment de la sèrie va ser anunciat, amb Vicky Luengo com l'agent de Assumptes Interns protagonista i Raúl Arévalo, Álex García, Hovik Keuchkerian, Roberto Álamo, Raúl Prieto i Patrick Criado com el grup d'agents antidisturbis que dona nom a la sèrie, així com els papers secundaris de David Llorente, Tomás del Estal, Marta Poveda, Mónica López i Malcolm D. Sitté. Álamo va ser el que va interpretar a Javier Alfaro, el personatge que va inspirar la sèrie, a Que Dios nos perdone.
Entre l'equip de la sèrie s'inclouen diversos col·laboradors habituals de Sorogoyen en els seus llargmetratges, com el compositor Olivier Arson, el director d'art Miguel Ángel Rebollo, el dissenyador de so Aitor Berenguer, el muntador Alberto del Campo, i el director de fotografia Alejandro de Pablo.

### Cancel·lació
Al final de l'últim capítol es mostrava alguns dels protagonistes caminant cap al vaixell MS Moby Dada de l'Operació Copèrnic. Deixant entreveure que la següent temporada estaria dedicada al referèndum de l'1 d'octubre. A mitjans de 2021 El Confidencial Digital publicava la notícia que Movistar+ no produiria la segona temporada per pressions polítiques. L'empresa confirmà la cancel·lació però va desmentir els moviments per evitar la continuació de la sèrie.

## Llançament

### Màrqueting
El 23 de juny de 2020, Movistar+ va treure el primer teaser trailer de la sèrie. El 20 d'agost de 2020, el tràiler oficial de la sèrie va ser llançat.

### Estrena
Originalment la sèrie va ser programada per a llançar-se en 2021, però amb el llançament del primer teaser el 23 de juny de 2020, l'estrena va ser avançada a tardor de 2020. El 30 de juliol de 2020, es va anunciar que la sèrie es preestrenaría de manera completa i fora de concurs en el Festival de Sant Sebastià, en el Auditori Kursaal. El 20 d'agost de 2020, es va anunciar, juntament amb el llançament del tràiler, que l'estrena de la sèrie en Movistar+ seria el 16 d'octubre de 2020.

## Reconeixements
| Any  | Premiación                                    | Categoria                               | Nominat(s)            | Resultat   | Ref.   |
| ---- | --------------------------------------------- | --------------------------------------- | --------------------- | ---------- | ------ |
| 2021 | XXVI Premis Cinematogràfics José María Forqué | Millor sèrie                            | Antidisturbios        | Guanyadora | [ 10 ] |
| 2021 | XXVI Premis Cinematogràfics José María Forqué | Millor interpretació masculina en sèrie | Álex García Fernández | Nominat    | [ 10 ] |
| 2021 | XXVI Premis Cinematogràfics José María Forqué | Millor interpretació masculina en sèrie | Hovik Keuchkerian     | Guanyador  | [ 10 ] |
| 2021 | XXVI Premis Cinematogràfics José María Forqué | Millor interpretació masculina en sèrie | Raúl Arévalo          | Nominat    | [ 10 ] |
| 2021 | XXVI Premis Cinematogràfics José María Forqué | Millor interpretació femenina en sèrie  | Vicky Luengo          | Nominada   | [ 10 ] |
| 2021 | Premis Feroz                                  | Millor sèrie dramàtica                  | Antidisturbios        | Guanyador  | [ 11 ] |
| 2021 | Premis Feroz                                  | Millor interpretació masculina en sèrie | Raúl Arévalo          | Nominat    | [ 11 ] |
| 2021 | Premis Feroz                                  | Millor interpretació masculina en sèrie | Álex García Fernández | Nominat    | [ 11 ] |
| 2021 | Premis Feroz                                  | Millor interpretació masculina en sèrie | Hovik Keuchkerian     | Guanyador  | [ 11 ] |
| 2021 | Premis Feroz                                  | Millor interpretació femenina en sèrie  | Vicky Luengo          | Nominada   | [ 11 ] |
| 2021 | Premis Feroz                                  | Millor actor de repartiment en sèrie    | Patrick Criado        | Guanyador  | [ 11 ] |